# 第一ホテル両国
第一ホテル両国（だいいちホテルりょうごく、Dai-ichi Hotel Ryogoku）は、東京都墨田区横網の国際ファッションセンタービルにあるホテルで、阪急阪神第一ホテルグループのホテルのひとつである。

## 概要
- 2000年（平成12年）5月1日、第一ホテルチェーンのひとつとして、かつて墨田区役所第一庁舎があった現在地に開業し、現在は株式会社第一ホテル両国によって運営されている。
- 隅田川花火大会を眺めることが可能で、大会時には毎年、「花火の日プレミアムプラン」が企画されている。
- 2012年（平成24年）に完成した東京スカイツリーを間近に眺めることが出来、東京スカイツリー®フレンドシップホテルに認定されている。
- 周辺には、国技館や江戸東京博物館などがある。
- 第一ホテル両国は東京ディズニーリゾート・グッドネイバーホテルに加盟している。
- 併設施設として国際ファッションセンター株式会社の所持するイベントホール・貸し会議室のKFC Hall＆Roomsがある。

## アクセス
- 都営地下鉄大江戸線 両国駅A1出口直結。
- 東日本旅客鉄道（JR東日本）総武線各駅停車 両国駅より徒歩6分。